# سارا شاين
سارا شاين (بالإنجليزية: Sara Shane)‏ هي عارضة وممثلة أمريكية، ولدت في 18 مايو 1928 في سانت لويس في الولايات المتحدة.

## أعمال

### أفلام
- (1948) عرض عيد الفصح
- (1956) ملك وأربع ملكات

## وصلات خارجية
- سارا شاين على موقع IMDb (الإنجليزية)
- سارا شاين على موقع ألو سيني (الفرنسية)
- سارا شاين على موقع إن إن دي بي (الإنجليزية)
- سارا شاين على موقع قاعدة بيانات الفيلم (الإنجليزية)